# Yaginumaella cambridgei
Yaginumaella cambridgei är en spindelart som beskrevs av Zabka 1981. Yaginumaella cambridgei ingår i släktet Yaginumaella och familjen hoppspindlar. Inga underarter finns listade i Catalogue of Life.